# HD177848
HD177848 — хімічно пекулярна зоря спектрального класу F7, що має видиму зоряну величину в смузі V приблизно  9,2.
Вона  розташована на відстані близько 40769,6 світлових років від Сонця.